# Dumont d'Urville

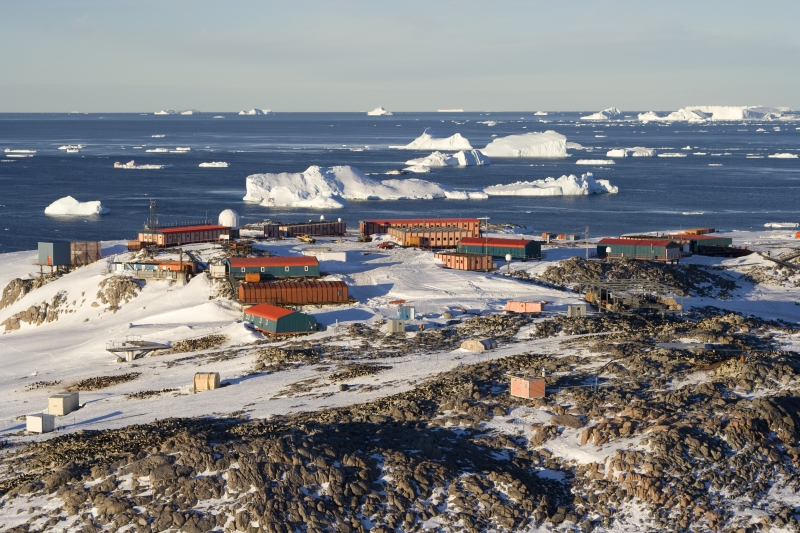
Stanice Dumont d'Urville

Základna Dumont d'Urville (francouzsky Base Dumont d'Urville) je francouzská výzkumná stanice v Antarktidě na ostrově Île des Pétrels v souostroví Pointe Géologie v Adélině zemi. Je pojmenována po polárníku J. D. d'Urville. Řídí ji Francouzský polární institut Paul Émile Victora.
Průkopnická francouzská antarktická výzkumná stanice Port Martin, nacházející se 62 km východně od D'Urville, byla zničena požárem v noci z 23. ledna 1952. V tomtéž roce byla vybudována malá základna na Île des Pétrels pro studium hnízdění tučňáků císařských. Tato základna byla pojmenována Base Marret. Protože byla hlavní základna Port Martin úplně zničena, byla Base Marret zvolena k přezimování výzkumníků během zimy 1952/1953. Nová hlavní základna, stanice Dumont D'Urville, byla vybudována na stejném ostrově a otevřena 12. ledna 1956, aby sloužila jako centrum pro francouzský vědecký výzkum během antarktického „Mezinárodního geofyzikálního roku“ 1957/1958. Stanice je dodnes aktivně využívána.
Stanice umožňuje vystoupit na břeh pouze skupině maximálně 30–40 lidí. Led a silné katabatické větry často brání vylodění z raftu nebo z helikoptéry. Stanice má kapacitu přibližně 30 osob v zimě a 120 během léta. Ledoborec l'Astrolabe přiváží z přístavu Hobart v Tasmánii na stanici zásoby a výzkumníky. Od listopadu do března cestu absolvuje pětkrát tam a zpět.
V roce 1967 byla ze základny Dumont d'Urville vypuštěna francouzská raketa pro výzkum nejvyšších vrstev atmosféry typu Dragon. V okolí základny byl natočen oskarový dokumentární film Putování tučňáků (La Marche de l'empereur).